# Ligue 1 2011-2012 (Algeria)
Il campionato algerino di calcio 2011-2012 è stato il 50º campionato algerino di calcio. Cominciato il 6 settembre, è terminato il 19 maggio.

## Squadre partecipanti
| Società        | Città      | Stadio                      |
| -------------- | ---------- | --------------------------- |
| AS Khroub      | El Khroub  | Abed Hamdani Stadium        |
| ASO Chlef      | Chlef      | Boumezrag Mohamed Stadium   |
| CA Batna       | Batna      | Stade Seffouhi              |
| CR Belouizdad  | Algeri     | Stade 20 Août 1955          |
| CS Constantine | Costantina | Stade Mohamed Hamlaoui      |
| ES Sétif       | Sétif      | Stade 8 Mai 1945            |
| JS Kabylie     | Tizi Ouzou | Stade 1er Novembre          |
| JSM Béjaïa     | Bugia      | Stade de l'Unité Maghrébine |
| MC Alger       | Algeri     | Stade 5 Juillet 1962        |
| MC El Eulma    | El Eulma   | Stade Messaoud Zougar       |
| MC Oran        | Orano      | Stade Ahmed Zabana          |
| MC Saïda       | Saida      | Stade 13 Avril 1958         |
| NA Hussein Dey | Algeri     | Stade Frères Zioui          |
| USM Alger      | Algeri     | Omar Hammadi Stadium        |
| USM Blida      | Blida      | Stade Mustapha Tchaker      |
| USM El Harrach | Algeri     | Stade 1er Novembre          |
| WA Tlemcen     | Tlemcen    | Stade Akit Lotfi            |

## Classifica finale
|  |     | Classifica finale 2011-2012 | Pti | G  | V  | N  | P  | GF | GS | DR  |
|  | --- | --------------------------- | --- | -- | -- | -- | -- | -- | -- | --- |
|  | 1.  | ES Sétif                    | 53  | 30 | 16 | 5  | 9  | 53 | 40 | +13 |
|  | 2.  | JSM Béjaïa                  | 53  | 30 | 15 | 8  | 7  | 40 | 26 | +14 |
|  | 3.  | USM Alger                   | 52  | 30 | 15 | 7  | 8  | 37 | 25 | +12 |
|  | 4.  | CR Belouizdad               | 48  | 30 | 13 | 9  | 8  | 34 | 28 | +6  |
|  | 5.  | ASO Chlef                   | 47  | 30 | 14 | 5  | 11 | 41 | 34 | +7  |
|  | 6.  | MC Alger                    | 44  | 30 | 11 | 11 | 8  | 35 | 33 | +2  |
|  | 7.  | MSP Batna                   | 44  | 30 | 12 | 8  | 10 | 38 | 25 | +13 |
|  | 8.  | Tlemcen                     | 44  | 30 | 12 | 8  | 10 | 39 | 37 | +2  |
|  | 9.  | JS Kabylie                  | 41  | 30 | 10 | 11 | 9  | 29 | 23 | +6  |
|  | 10. | USM El Harrach              | 38  | 30 | 11 | 5  | 4  | 28 | 31 | -3  |
|  | 11. | MC El Eulma                 | 38  | 30 | 10 | 8  | 12 | 38 | 39 | -1  |
|  | 12. | CS Constantine              | 36  | 30 | 8  | 12 | 10 | 35 | 42 | -7  |
|  | 13. | MC Oran                     | 35  | 30 | 9  | 8  | 13 | 38 | 51 | -13 |
|  | 14. | Khroub                      | 31  | 30 | 7  | 10 | 13 | 23 | 46 | -23 |
|  | 15. | NA Hussein Dey              | 26  | 30 | 5  | 11 | 14 | 29 | 39 | -10 |
|  | 16. | Saïda                       | 24  | 30 | 6  | 6  | 18 | 28 | 46 | -18 |

### Verdetti
- ES Sétif campione d'Algeria 2011-2012 e qualificato in Champions League 2013.
- JSM Béjaïa qualificata in Champions League 2013.
- USM Alger qualificata in Coppa della Confederazione CAF 2013.
- AS Khroub, NA Hussein Dey e MC Saïda retrocesse in Seconda Divisione algerina 2012-2013.

Mohamed Messaoud (ASO Chlef) campione dei marcatori (15 reti).